# Ionel
Ionel ist ein männlicher Vor- und Familienname.

## Herkunft und Bedeutung
Ionel ist ein rumänischer Vorname. Es handelt sich um ein Diminutiv zu Ion, der rumänischen Form von Johannes.

## Namensträger

### Vorname
- Ionel Augustin (* 1955), rumänischer Fußballspieler
- Ionel Dănciulescu (* 1976), rumänischer Fußballspieler
- Ionel Perlea (1900–1970), rumänischer Dirigent und Komponist
- Ionel Rapaport (1909–1972), rumänischer Mediziner
- Ionel Schein (1927–2004), französischer Architekt, Urbanist und Autor

### Familienname
- Alexandru Ionel (* 1994), moldauischer Tanzsportler
- Nicholas David Ionel (* 2002), rumänischer Tennisspieler
- Patricija Ionel (* 1995), litauisches Model und Tanzsportlerin